# Cardiofitness
Cardiofitness is een vorm van fitness waarbij het trainingsprogramma afgesteld wordt op de gemeten hartslag. Het doel is om door middel van verschillende trainingen een constante hartslag aan te houden, om zo conditie op te bouwen of om af te vallen.
Cardiofitness wordt door jong en oud beoefend. Vooral mensen die een zittend bestaan hebben, kunnen hierbij gebaat zijn. Een voordeel boven andere sporten zoals teamsporten is dat men bij cardiofitness minder aan vaste trainingstijden gebonden is.
Bij veel fitnessapparaten die bij cardiofitness worden gebruikt kan de hartslag worden afgelezen op een display. Indien de waarde voor de hartslag te hoog wordt, kan men de apparaten lichter instellen. Ook andere factoren, zoals de ademhaling, bepalen de hartslagwaarde. Verder kunnen vaak andere waarden op fitnessapparaten worden afgelezen, zoals die van calorieverbranding en de tijd dat nog moet worden getraind. Aan het begin van de training kunnen waarden als maximale trainingstijd, leeftijd en gewicht worden ingevoerd.
Bij het afvallen geldt dat er geen oefeningen zijn die ervoor zorgen dat enkel lichaamsvet in een heel specifiek deel van het lichaam wordt afgebroken. Vandaar dat cardiofitness wordt toegepast voor het afvallen: Vet wordt in het gehele lichaam verbrand, dus ook in probleemgebieden. Om een buikje weg te werken, doet men dus niet enkel cardiofitnessoefeningen die de buikspieren trainen, maar dient men veelzijdige oefeningen te doen waarbij verschillende spiergroepen van het lichaam worden gebruikt, zoals die in armen en benen. Tijdens de cardiofitness is het verstandig regelmatig te drinken om dehydratatie te voorkomen. Indien men wil afvallen, dient men na de cardiofitness niet overvloedig te eten, maar hooguit licht verteerbaar voedsel tot zich te nemen.
Om effectief te zijn, dient cardiofitness regelmatig te worden gedaan. Hiervoor kan enige zelfdiscipline noodzakelijk zijn. Niet zelden wordt apparatuur aangeschaft die al snel op zolder belandt, of begint men met goede voornemens in een sportschool en haakt af.